# Bustul generalului Kutuzov
Bustul generalului Kutuzov este opera sculptorul român Mihai Onofrei (1896 - 1980)
Bustul, realizat din beton, este așezat pe un soclu înalt și simplu din beton. Pe soclu este fixată o placă de marmură pe care este următoarea inscripție:
| GENERALUL MIHAIL ILARIONOVICI KUTUZOV 1745 - 1813 GENERALUL KUTUZOV A SPRIJINIT INIȚIATIVA DOCTORULUI CARACAȘ ȘI A CONTRIBUIT LA ÎNFIINȚAREA SPITALULUI FILANTROPIA |

Prințul Mihail Illarionovici Golenișcev-Kutuzov (1745 — 1813), cunoscut mai degrabă cu numele de Kutuzov, a fost un feldmareșal țarist, căruia i se atribuie meritul salvării țării în timpul invaziei napoleoniene din 1812. A semnat Pacea de la București, prin care Imperiul Rus primea stăpânirea Basarabiei. Pentru acest succes a fost ridicat la rangul de prinț (kniaz).
Doctorul Constantin Caracaș, medic al capitalei în acele vremuri, începuse în anul 1810 o subscripție publică pentru ridicarea spitalului „Iubirea de Oameni” (viitorul spital Filantropia), proiectul lui fiind sprijinit financiar și logistic de Grigore Băleanu (teren, materiale de construcții și bani), banul Radu Golescu, logofătul Gheorghe Golescu, vornicul Nicolae Văcărescu, aga Constantin Golescu, băneasa Safta Brâncoveanu, dar și generalul rus Kutuzov. Acesta din urmă era comandantul trupelor rusești din vremea războiului ruso-turc (1806-1812). Cu ocazia unei serate date în cinstea sosirii sale la București, a deplâns inexistența instituțiilor spitalicești în oraș, așa că se zice că a contribuit la subscripție cu șapte galbeni.
În amintirea acelui gest a fost ridicat mai târziu monumentul.
Lucrarea este înscrisă în Lista monumentelor istorice 2010 - Municipiul București - la nr. crt. 2334, cod LMI B-III-m-B-20016.
Monumentul este amplasat în curtea Spitalului Filantropia situat pe Bulevardul Ion Mihalache 1-5, sector 1.